# Mobile Suit Gundam: Extreme Vs.
Mobile Suit Gundam: Extreme Vs. (機動戦士ガンダム エクストリームバーサス?, Kidō senshi Gandamu Ekusutorīmu Bāsasu) è un videogioco arcade in 3d di combattimento, parte della serie di videogiochi Gundam VS sviluppata e pubblicata dalla Namco Bandai. È il sequel di Mobile Suit Gundam: Gundam vs. Gundam Next ed è stato annunciato in occasione del AOU 2010, per poi essere confermato per il 28 settembre 2010. In seguito il gioco è stato pubblicato per PlayStation 3 il 1º dicembre 2011.
Tema musicale del videogioco è The Catalyst, interpretata dai Linkin Park.
Un sequel del gioco, intitolato Mobile Suit Gundam: Extreme Vs. Full Boost è stato annunciato il 28 novembre 2011 ed è uscito nelle sale giochi nel 2012.

## Unità giocabili
Mobile Suit Gundam
BGM: Gallant Char
- RX-78-2 Gundam
  - Costo: 2000
  - Pilota: Amuro Ray
- MS-14S (YMS-14) Gelgoog Commander Type
  - Costo: 2000
  - Pilota: Char Aznable
- MSM-04 Acguy
  - Costo: 1000
  - Pilota: Akahana
- YMS-15 Gyan (Full Boost)
  - Costo: TBA
  - Pilota: M'Quve
- MSN-02 Zeong (Full Boost)
  - Costo: TBA
  - Pilota: Char Aznable

Mobile Suit Zeta Gundam
BGM: Mobile Suit Battle, Fleet Battle
- MSZ-006 Zeta Gundam
  - Costo: 2500
  - Pilota: Kamille Bidan
- MSN-00100 Hyaku Shiki
  - Costo: 2000
  - Pilota: Quattro Bajeena
- PMX-000 Messala
  - Costo: 2000
  - Pilota: Paptimus Scirocco
- PMX-003 The-O (DLC)(Full Boost)
  - Costo: TBA
  - Pilota: Paptimus Scirocco

Mobile Suit Gundam ZZ
BGM: Silent Voice
- FA-010S Full Armor ZZ Gundam
  - Costo: 2500
  - Pilota: Judau Ashta
- AMX-004 Qubeley
  - Costo: 2500
  - Pilota: Haman Karn
- AMX-004-3 Qubeley Mark II
  - Costo: 1000
  - Pilota: Ple Two

Mobile Suit Gundam: Char's Counterattack
BGM: SALLY
- RX-93 Nu Gundam
  - Costo: 3000
  - Pilota: Amuro Ray
- MSN-04 Sazabi
  - Costo: 2500
  - Pilota: Char Aznable
- RX-93-ν2 Hi-ν Gundam (PS3 Exclusive)
  - Costo: 3000
  - Pilota: Amuro Ray

Mobile Suit Gundam F91
BGM: Eternal Wind ~ Hohoemi wa Hikaru Kaze no Naka di Hiroko Moriguchi
- F91 Gundam F91
  - Costo: 2000
  - Pilota: Seabook Arno
- XM-05 Berga Giros
  - Costo: 1000
  - Pilota: Zabine Chareux

Mobile Suit Victory Gundam
BGM: Standup to the Victory di Tomohisa Kawasoe
- LM314V21 Victory 2 Gundam
  - Costo: 3000
  - Pilota: Uso Ewin
- LM111E02 Gun-EZ
  - Costo: 1000
  - Pilota: Junko Jenko
- ZMT-S33S Gottrlatan(DLC)
  - Costo: TBA
  - Pilota: Katejina Loos

Mobile Fighter G Gundam
BGM: Flying in the Sky di Yoshifumi Ushima
- GF13-017NJII God Gundam
  - Costo: 2500
  - Pilota: Domon Kasshu
- GF13-011NC Dragon Gundam
  - Costo: 2000
  - Pilota: Sai Saishi
- GF13-001NHII Master Gundam
  - Costo: 3000
  - Pilota: Master Asia

New Mobile Report Gundam Wing: Endless Waltz
BGM: LAST IMPRESSION di Two-Mix
- XXXG-00W0 Wing Gundam Zero Custom
  - Costo: 3000
  - Pilota: Heero Yuy
- XXXG-01H2 Gundam Heavyarms Kai
  - Costo: 2000
  - Pilota: Trowa Barton
- OZ-00MS2B Tallgeese III
  - Costo: 2500
  - Pilota: Zechs Merquise
- XXXG-01D2 Gundam Deathscythe Hell
  - Costo: 2500
  - Pilota: Duo Maxwell

After War Gundam X
BGM: Resolution di Romantic Mode
- GX-9901-DX Gundam Double X + G-Falcon
  - Costo: 3000
  - Pilota: Garrod Ran
- NRX-0013-CB Gundam Virsago Chest Break
  - Costo: 2000
  - Pilota: Shagia Frost

Turn A Gundam
BGM: CENTURY COLOR di RAY-GUNS
- SYSTEM ∀-99 (WD-M01) ∀ Gundam
  - Costo: 3000
  - Pilota: Loran Cehack
- CONCEPT-X 6-1-2 Turn X
  - Costo: 3000
  - Pilota: Gym Ghingnham
- MRC-F20 SUMO
  - Costo: 2000
  - Pilota: Harry Ord

Mobile Suit Gundam SEED
BGM: Invoke di TM Revolution, Strike Shutsugeki
- GAT-X105 Strike Gundam + Striker Pack weapons system
  - Costo: 2000
  - Pilota: Kira Yamato
- TMF/A-803 LaGOWE
  - Costo: 1000
  - Pilota: Andrew Waltfeld
- GAT-X252 Forbidden Gundam
  - Costo: 2000
  - Pilota: Shani Andras, Orga Sabnak and Clotho Buer
- ZGMF-X13A Providence Gundam
  - Costo: 2000
  - Pilota: Rau Le Creuset
- ZGMF-X10A Freedom Gundam(Full Boost)
  - Costo: TBA
  - Pilota: Kira Yamato

Mobile Suit Gundam SEED Destiny
BGM: Ignited di TM Revolution, Kakusei, Shinn Asuka
- ZGMF-X20A Strike Freedom Gundam + METEOR
  - Costo: 3000
  - Pilota: Kira Yamato
- ZGMF-X19A Infinite Justice Gundam
  - Costo: 2500
  - Pilota: Athrun Zala
- ZGMF-X42S Destiny Gundam
  - Costo: 3000
  - Pilota: Shinn Asuka
- ZGMF-1000/A1 Gunner ZAKU Warrior
  - Costo: 2000
  - Pilota: Lunamaria Hawke

Mobile Suit Gundam SEED C.E. 73: Stargazer
- GAT-X105E+AQM/E-X09S Strike Noir (Full Boost)
  - Costo: TBA
  - Pilota: Sven Cal Payang
- GSX-401FW Stargazer (Full Boost)
  - Costo: TBA
  - Pilota: Sol Ryuune L'ange and Selene McGriff

Mobile Suit Gundam: The 08th MS Team
BGM: Arashi no Naka de Kagayaite di Chihiro Yonekura
- RX-79(G)Ez-8 Gundam Ez8
  - Costo: 1000
  - Pilota: Shiro Amada
- MS-07B-3 Gouf Custom
  - Costo: 1000
  - Pilota: Norris Packard

Mobile Suit Gundam 0080: War in the Pocket
BGM: Itsuka Sora ni Todoite di Megumi Shiina
- RX-78NT-1 Gundam ''Alex''
  - Costo: 1000
  - Pilota: Christina MacKenzie
- MS-06FZ Zaku II Kai
  - Costo: 1000
  - Pilota: Bernard Wiseman

Mobile Suit Gundam 0083: Stardust Memory
BGM: The Winner di Miki Matsubara
- RX-78GP01-Fb Gundam Full Vernian ''Zephyranthes''
  - Costo: 2000
  - Pilota: Kou Uraki
- RX-78GP02A Gundam ''Physalis''
  - Costo: 2000
  - Pilota: Anavel Gato

Mobile Suit Gundam 00
BGM: Hakanaku mo Towa no Kanashi di UVERworld, Scramble, TRANS-AM RAISER
- GN-0000 00 Gundam
  - Costo: 3000
  - Pilota: Setsuna F. Seiei
- GN-006 Cherudim Gundam GNHW/R
  - Costo: 2500
  - Pilota: Lockon Stratos/Lyle Dylandy
- GNX-Y901TW Susanowo
  - Costo: 2000
  - Pilota: Mr. Bushido/Graham Aker
- GN-001 Gundam Exia
  - Costo: 2000
  - Pilota: Setsuna F. Seiei
- GN-002 Gundam Dynames (PS3 Exclusive)
  - Costo: 2000
  - Pilota: Lockon Stratos/Neil Dylandy
- GNW-20000 Arche Gundam (DLC)
  - Costo: 2500
  - Pilota: Ali al-Saachez
- GNW-003 Gundam Throne Drei (Full Boost)
  - Costo: TBA
  - Pilota: Nena Trinity

Mobile Suit Gundam 00 the Movie: A wakening of the Trailblazer
- GNT-0000 00 Qan(T)
  - Costo: 3000
  - Pilota: Setsuna F. Seiei
- CB-002 Raphael Gundam
  - Costo: 2500
  - Pilota:  Tieria Erde

Mobile Suit Gundam Unicorn
BGM: UNICORN
- RX-0 Unicorn Gundam
  - Costo: 3000
  - Pilota: Banagher Links
- NZ-666 Kshatriya
  - Costo: 2500
  - Pilota: Marida Cruz
- MSN-06S Sinanju
  - Costo: 2500
  - Pilota: Full Frontal
- MSN-001A1 Delta Plus
  - Costo: 2000
  - Pilota: Riddhe Marcenas

Mobile Suit Gundam MS IGLOO: The Hidden One Year War
BGM: Kidou Sen
- EMS-10 Zudah
  - Costo: 1000
  - Pilota: Jean Luc Duvall
- YMT-05 Hildolfr
  - Costo: 1000
  - Pilota: Demeziere Sonnen

Mobile Suit Crossbone Gundam
BGM: Crossbone Gundam, Jupiter Empire, Skull Heart Arrives
- XM-X1 Crossbone Gundam X-1 Kai
  - Costo: 2500
  - Pilota: Kincaid Nau
- XM-X2 Crossbone Gundam X-2 Kai
  - Costo: 2500
  - Pilota: Zabine Chareux
- XM-X1 Crossbone Gundam X-1 Full Cloth
  - Costo: 3000
  - Pilota: Tobia Arronax

Mobile Suit Gundam SEED Astray
BGM: Zips di TM Revolution
- MBF-P02 Gundam Astray Red Frame (MBF-P02 Gundam Astray Red Frame Powered)
  - Costo: 2000
  - Pilota: Lowe Guele
- MBF-P03 Gundam Astray Blue Frame 2nd L
  - Costo: 2000
  - Pilota: Gai Murakumo

Mobile Suit Gundam Side Story
BGM: TBA
- RX-79BD-1 GM Blue Destiny Unit-1 (DLC)
  - Costo: 2000
  - Pilota: Yuu Kajima

## Unità Boss
Mobile Suit Gundam
- MA-04X Zakrello
  - Pilota: Dmitri

Mobile Suit Zeta Gundam
- MRX-010 Psyco Gundam Mark II
  - Pilota: Rosamia Badam

Mobile Suit ZZ Gundam
- NZ-000 Quin Mantha
  - Pilota: Ple Two

Mobile Suit Gundam F91
- XMA-01 Rafflesia
  - Pilota: Carozzo Ronah (aka Iron Mask)

Mobile Suit Victory Gundam
- Adrastea class battleship

Mobile Suit Gundam SEED Destiny
- GFAS-X1 Destroy Gundam
  - Pilota: Stella Loussier

Mobile Suit Gundam: The 08th MS Team
- Apsalus II
  - Pilota: Aina Sahilin

Mobile Suit Gundam 00
- GNMA-0001V Regnant
  - Pilota: Louise Halevy
- GNR-001D GN Arms Type-D
  - Pilota: Lockon Stratos/Neil Dylandy

Mobile Suit Gundam MS IGLOO: Apocalypse 0079
- MA-05Ad Big Rang
  - Pilota: Oliver May

Mobile Suit Crossbone Gundam
- EMA-10 Divinidad
  - Pilota: Crux Dogatie

Mobile Suit Gundam: Extreme Vs. Original
- Extreme Gundam (Extreme Gundam Carnage Phase/ Tachyon Phase/ Ignis Phase)
  - Pilota: Ex (イクス?, IIx)
  - Note: Extreme Gundam è il boss finale del gioco.

## Doppiatori
- Tohru Furuya: Amuro Ray
- Shūichi Ikeda: Char Aznable, Quattro Bajeena, Full Frontal
- Ichirō Nagai: Akahana
- Kiyonobu Suzuki: Hayato Kobayashi
- Satomi Arai: Haro (Mobile Suit Gundam e Mobile Suit Victory Gundam)
- Rumiko Ukai: Fraw Bow
- Keiko Han: Lalah Sune
- Banjō Ginga: Gihren Zabi
- Nobuo Tobita: Kamille Bidan
- Miyuki Matsuoka: Fa Yuiry
- Bin Shimada: Paptimus Scirocco
- Kazuki Yao: Judau Ashta
- Chieko Honda: Elpeo Ple, Ple Two
- Yoshiko Sakakibara: Haman Karn
- Kenyuu Horiuchi: Mashymre Cello
- Maria Kawamura: Quess Paraya
- Megumi Hayashibara: Christina MacKenzie
- Kōji Tsujitani: Bernard Wiseman, Seabook Arno, Kincaid Nau
- Kiyoyuki Yanada: Zabine Chareux
- Yumi Touma: Cecily Fairchild, Berah Ronah
- Rio Natsuki: Bernadette Briett
- Ryō Horikawa: Kou Uraki
- Akio Ohtsuka: Anavel Gato
- Masashi Sugawara: South Burning
- Mari Mashiba: Cima Garahau
- Daisuke Sakaguchi: Uso Ewin
- Yūko Kobayashi: Junko Jenko
- Kumiko Watanabe: Katejina Loos
- Tomokazu Seki: Domon Kasshu
- Kappei Yamaguchi: Sai Saishi, Tobia Arronax
- Yosuke Akimoto: Master Asia, Stalker
- Yuri Amano: Rain Mikamura
- Hikaru Midorikawa: Heero Yuy
- Shigeru Nakahara: Trowa Barton
- Takehito Koyasu: Zechs Merquise, Gym Ghingnham
- Akiko Yajima: Relena Darlian
- Nobuyuki Hiyama: Shiro Amada
- Osamu Ishikawa: Norris Packard
- Kikuko Inoue: Aina Sahalin
- Wataru Takagi: Garrod Ran
- Mika Kanai: Tiffa Adill
- Toshiyuki Morikawa: Shagia Frost
- Nozomu Sasaki: Olba Frost
- Romi Park: Loran Cehack
- Tetsu Inada: Harry Ord
- Akino Murata: Soshie Heim
- Soichiro Hoshi: Kira Yamato
- Shunichi Miyamoto: Shani Andras
- Ryōtarō Okiayu: Andrew Waltfeld
- Fumi Hirano: Aisha
- Toshihiko Seki: Duo Maxwell, Rau Le Crueset, Rey Za Burrel
- Hiro Yūki: Clotho Buer
- Joshida Ryohei: Orga Sabnak
- Megumi Toyoguchi: Miriallia Haw
- Rie Tanaka: Lacus Clyne, Meer Campbell
- Akira Ishida: Athrun Zala
- Maaya Sakamoto: Lunamaria Hawke
- Kenichi Suzumura: Shinn Asuka
- Fumiko Orikasa: Meyrin Hawke
- Mamoru Miyano: Setsuna F. Seiei
- Miyu Irino: Saji Crossroad
- Shinichiro Miki: Lockon Stratos (Neil and Lyle Dylandy)
- Arisa Ogasawara: Haro (Mobile Suit Gundam 00)
- Yūichi Nakamura: Mr. Bushido
- Hiroshi Kamiya: Tieria Erde
- Chiwa Saitō: Louise Halevy
- Ayahi Takagaki: Feldt Grace
- Yōko Honna: Sumeragi Lee Noriega
- Rie Kugimiya: Nena Trinity
- Kōki Uchiyama: Banagher Links
- Yūko Kaida: Marida Cruz
- Daisuke Namikawa: Alfred Izuruha, Riddhe Marcenas
- Ayumi Fujimura: Audrey Burne
- Haruka Tomatsu: Micott Bartsch
- Takaya Hashi: Jean Luc Duvall
- Masuo Amada: Demeziere Sonnen
- Masaya Onosaka: Lowe Guele
- Rikako Aikawa: 8
- Gackt[4]: Ex